# Хасдай ібн Шапрут
Абу Юсуф Хасдай бен Ісхак ібн Шапрут (бл. 915 — між 970 та 975) — державний діяч, лікар, дипломат часів Кордовського халіфату.

## Життєпис
Походив з заможної юдейської родини з Хаєна. Син ученого й купця Ісхака ібн Езри, що уславився зведенням синагоги. Народився між 910 та 915 роками. Хасдай здобув літературну освіту, знав іврит, латину, арабську і грецьку мови. Згодом присвятив себе вивченню медицини. Уславився створенням різних ліків, зокрема аль-Фарук (Рятівник) і теріак. Зі сходженням у 912 році на трон Абд-ар-Рахман III признав ібн Шапрута особистим лікарем.
Завдяки особистим якостям, знанням, здібностям, завоював довіру халіфа, ставши довіреною особою й радником Абд-ар-Рахмана III. Згодом той призначив Хасдая візиром і відповідальним за стосунки з іншими державами. Потім ібн Шапруту було доручено керівництвом митницею.
У 941 році уклав мирний договір з Раміро II, королем Леону. У 949 році він встановив дипломатичні відносини з посланцями Костянтина VII, імператора Візантії, уклавши союз проти Фатімідського халіфату. На дяку від візантійців отримав «Кодекс Діоскорида». Зберіг також гарні стосунки з імператором Романом I Лекапіном.
У 955 році вилікував Санчо I Леонського від ожиріння. У 956 році прийняв посланця Оттона I, імператора Священної Римської імперії. Сприяв укладанню 958 року союзу з королевою Тодою Памплонською, за яким халіф отримав вплив на справи в Леоні та Наваррі, потім відновив на леонському троні Санчо I.
За ініціативи ібн Шапрута встановили дипломатичні стосунки з королівством Хорватія. Після цього відправив посольство до Хозарського каганату, де володарював хозарин-юдей Йосип. Листувався з візантійською імператрицею Оленою, яку закликав до терпимості щодо юдейських громад. Надсилав багаті дарунки єшивам (рабинським школам) міст Сура і Пумбедіта в Месопотамії, Кайруана, Констянтини.
За наступного халіфа — аль-Хакама II — Хасдай ібн Шапрут зберіг свій вплив. Водночас був очільником (назі) юдейської громади Кордови. На цій посаді сприяв суттєвому піднесенню юдейської культури в ал-Андалусі.
Помер між 970 та 975 роками, після того як призначив нового суддю (дайяна) Ханока, сина Мойсея бен Ханока.

## Творчість
У Кордові він займався медициною і створив справжній інтелектуальний центр, який міг змагатися зі школами Сходу: там зустрічалися поети, філологи, талмудисти, вчені з аль-Андалуса, Північної Африки, Близького Сходу та Італії, які боролися за чистоту давньогебрейської мови, збиралися книги і знання, відкривалися школи і велася полеміка.
Він співпрацював в перекладі арабською мовою «De materia medica» («Про предмет медицини») давньоримського лікаря Діоскорида, запропонованого халіфом Абд ар-Рахманом III. У 952 році долучив до цієї справи візантійського ченця Миколу.